# Annet Artani
Annet Artani (gr. Αννέτ Αρτάνη), właśc. Annette Stamatelatos (ur. 6 września 1976 w Nowym Jorku) – grecka wokalistka i kompozytorka amerykańskiego pochodzenia.

## Życiorys
Urodziła się w Nowym Jorku jako druga córka imigrantów Ioulii i Gregorisa Stamatelatosów pochodzących z greckiej wyspy Kefalinia. Ukończyła nowojorskie uczelnie Queens College i Five Towns College. Jej starsza siostra Diana także jest wokalistką, występowała m.in. z lokalnym zespołem Karabiotis Brothers. Kilka lat później siostry założyły własną formację pop-rockową Nootropia, z którym występowały w kilku programach telewizyjnych.
W 1994 otrzymała stypendium od wytwórni Bertelsmann Music Group (BMG), otrzymując możliwość stworzenia i nagrania swojej pierwszej, autorskiej piosenki „Summer Days”. W ciągu kolejnych miesięcy brała udział w konkursach talentów (m.in. w Ophelia Devoure Talent Connection, w którym była jedyną białoskórą uczestniczką) oraz dołączyła do szkolnego chóru muzyki gospelowej. W 1995 wystąpiła u boku Mando podczas jej letniej trasy koncertowej. W międzyczasie zaczęła współpracę z kilkoma autorami tekstów: z Jeffem Franzelem (autorem piosenek m.in. dla zespołu *NSYNC) oraz Alexem Forbesem, który pracował m.in. dla Cyndi Lauper. Niedługo później została zaproszona przez menedżment amerykańskiej artystki Britney Spears do współpracy z artystką. Początkowo zaśpiewała z nią jako chórzystka podczas występu w programie The Rosie O’Donnell Show, potem zaangażowano ją do udziału w trasie koncertowej wokalistki – Dream Within a Dream. W 2002 zaczęła spotykać się z reżyserem widowiska, jednak związek pary zakończył się długo przed ostatnim koncertem w ramach trasy. Po zakończeniu wszystkich koncertów pozostała w kontakcie ze Spears, została jedną z autorek singla „Everytime” z 2004.
W 2005 wzięła udział w trzeciej edycji programu Fame Story, jednak niedługo po rozpoczęciu emisji wycofała się z rywalizacji z powodu nieporozumień z producentami talent show. Po odejściu z programu podpisała kontrakt płytowy z wytwórnią Virus Music, która wydała jej debiutancki singiel „Goodbye Amor”. W lutym 2006 wygrała finał krajowych eliminacji A Song for Europe organizowany przez krajowego nadawcy publicznego (CyBC), dzięki czemu została reprezentantką Cypru z utworem „Why Angels Cry” podczas 51. Konkursu Piosenki Eurowizji. Zajęła 15. miejsce w półfinale konkursu, tym samym nie awansowała do finału. Niedługo po udziale w konkursie wydała swój debiutancki album studyjny pt. Mia foni.
W grudniu 2007 dostała propozycję reprezentowania Grecji podczas 53. Konkursu Piosenki Eurowizji. Wokalistka napisała w Kanadzie trzy propozycje, które planowała zgłosić do udziału w krajowych eliminacjach, jednak w międzyczasie zerwała kontrakt z Virus Music i podpisała umowę z amerykańską wytwórnią Ultra Records, a uczestnictwo w eurowizyjnych selekcjach obligowałoby ją do ponownej współpracy z greckim wydawcą. Po zdecydowaniu się na nagrywanie pod szyldem amerykańskiej wytwórni zaczęła pracę nad nagrywaniem swojej pierwszej anglojęzycznej płyty, a pierwszy singlem z płyty, „Alive”, zaprezentowała premierowo w grudniu 2008 na przyjęciu zorganizowanym dla menedżmentu SWAP; utwór trafił do sprzedaży internetowej pod koniec marca 2009.
W 2010 nawiązała współpracę z kanadyjskimi producentami C2, z którymi napisała piosenkę „Nothing Lasts Forever” dla południowokoreańskiego girls bandu Girl’s Day. W 2011 wydała singiel „Mouthful of Me”, a w kolejnym roku – „You Asked For It”. W 2013 podpisała kontrakt z brytyjską wytwórnią Notting Hill Music Publishing, w której odpowiedzialna jest za pisanie piosenek dla innych wykonawców. W tym samym roku została członkinią zespołu funkowego Identity Crisis.

## Dyskografia
Albumy studyjne
- Mia foni (2006)

Single
- „Goodbye Amor” (2005)
- „Why Angels Cry” (2006)
- „Alive” (2009)
- „Mouthful of Me” (2011)
- „You Asked For It” (2012)